# Unterseeboot 8 (1911)
Pour les autres navires du même nom, voir Unterseeboot 8.
Le sous-marin allemand Unterseeboot 8 (Seiner Majestät Unterseeboot 8 ou SM U-8), de type U 5 a été construit par la Germaniawerft de Kiel, et lancé le 11 mars 1911 pour une mise en service le 18 juin 1911. Il a servi pendant la Première Guerre mondiale sous pavillon de la Kaiserliche Marine.

## Histoire
Le 4 mars 1915, le SM U-8 se dirigeant vers l'Ouest dans la Manche se heurte à un barrage du réseau britannique récemment établi, faisant partie du barrage de Douvres, qui est encore en construction. Les tentatives infructueuses du sous-marin pour se libérer attirent l'attention de l'équipage du chalutier de pêche Robur, qui alerte un groupe de chasseurs de sous-marins de la Royal Navy. Le groupe de chasse était composé des destroyers suivants de la patrouille de Douvres : Cossack, Falcon, Fawn, Ghurka, Kangaroo, HMS Leven, Maori, Mohawk, Nubian, Syren, Ure et Viking. Le Gurkha a lancé un dispositif explosif remorqué qui a touché le SM U-8 peu après 18 heures et a explosé. Cela a entraîné une voie d'eau, une panne d'éclairage et de machines et un incendie à l'intérieur du sous-marin. Le Kapitänleutnant Stoss a donc été contraint de faire surface. Il a ordonné à l'équipage de débarquer. Les destroyers Gurkha et Maori ont pris le sous-marin sous le feu de leur artillerie. Le SM U-8 a coulé à la position géographique de 50° 34′ N, 1° 09′ E. Tous les membres de l'équipage ont été sauvés par les Britanniques.

### Anecdotes
Jusqu'au 4 mars 1915, Stoss et ses officiers étaient invités à dîner sur le navire ravitailleur britannique HMS Arrogant. Là, les Britanniques - apparemment sous l'influence considérable de l'alcool - leur ont demandé de chanter une chanson hostile à l'Angleterre.

## Commandement
- Oberleutnant zur See (Oblt.) Wilhelm-Friedrich Starke du ? au 1er août 1914
- Kapitänleutnant (Kptlt.) Konrad Gansser (de) du 1er août 1914 au 31 août 1914
- Kapitänleutnant (Kptlt.) Alfred Stoß du 1er septembre 1914 au 4 mars 1915

## Flottille
- Flottille I du 1er août 1914 au 4 mars 1915

## Patrouilles
Le SM U-8 a effectué 1 patrouille de guerre.

## Palmarès
Le SM U-8 a coulé 5 navires marchands ennemis pour un total de 15 049 tonnes.

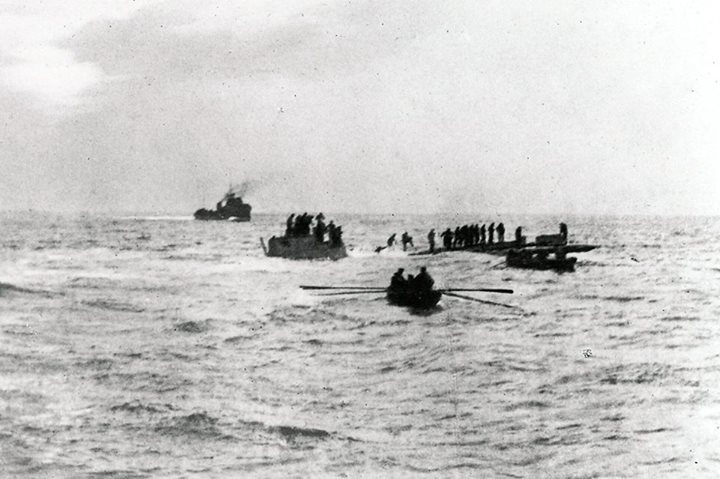
Sauvetage de l'équipage du SM U-8 avant être coulé le 4 mars 1915 par les tirs des destroyers Gurkha et Maori

| Date            | Nom du navire   | Nationalité | Tonnage (GRT) | Destin |
| --------------- | --------------- | ----------- | ------------- | ------ |
| 23 février 1915 | Branksome Chine | Royaume-Uni | 2 026         | Coulé  |
| 23 février 1915 | Oakby           | Royaume-Uni | 1 976         | Coulé  |
| 24 février 1915 | Harpalion       | Royaume-Uni | 5 867         | Coulé  |
| 24 février 1915 | Rio Parana      | Royaume-Uni | 4 015         | Coulé  |
| 24 février 1915 | Western Coast   | Royaume-Uni | 1 165         | Coulé  |

### Source
- (en) Cet article est partiellement ou en totalité issu de l’article de Wikipédia en anglais intitulé « SM U-8 » (voir la liste des auteurs).